# 王力 (语言学家)
王力（1900年8月10日—1986年5月3日），字了一，原名祥瑛，斋号龙虫并雕斋，广西博白人，中國汉语语法学家、翻譯家、詩人、散文家。对汉语拼音方案的制定做出了重要贡献；在聲韻學、訓詁學等領域亦有成就。

## 生平
据说王力家境贫困，初小辍学。1911年考入博白高小。1914年高小毕业。

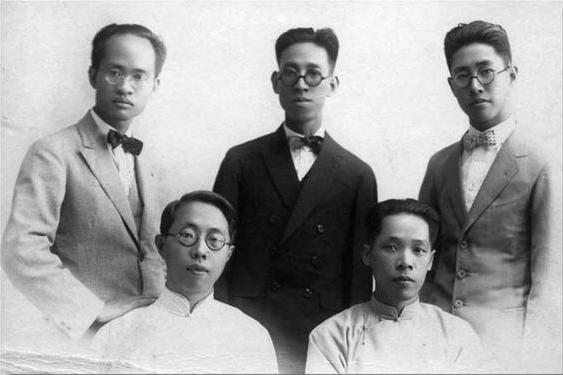
1920年代, 王力（最左）在上海与大学同学

1924年就读于上海南方大学国学专修班，第二年转学进入私立上海国民大学本科。
1926年凭借自学进入清华国学研究院，师从梁启超、陈寅恪、王国维、赵元任四位学术大师。赵元任先生非常欣赏王力，与之深交。
1927年自费留学法国攻读语言学，师从约瑟夫·房德里耶斯，1931年获巴黎大学文学博士学位。在巴黎期间翻译文学作品以作供养，结识当时在上海商务印书局的叶圣陶先生。
1932年回国，历任清华大学、燕京大学、广西大学、昆明西南联合大学教授，岭南大学教授、文学院院长，国立中山大学教授、文学院院长、语言学系主任。 
1954年8月，因院系調整，王力带领中山大学的语言学系并入了北京大学中文系，舉家遷往北京。1954年后任北京大学教授，并兼任中国文字改革委员会委员、副主任。曾兼任中国国家语言文字工作委员会顾问、中国语言学会名誉会长、中国音韵学研究会名誉会长等职务。他还曾是中国科学院哲学社会科学部学部委员。主张汉字拉丁化，在其主要著作中多次推崇，要求简化汉字并推行汉语拼音，以求将来逐渐达到全民汉字拼音化，便利“国际友人学习汉语”，预言“中国进入社会主义社会的时代，也正是汉语在全世界传播的时代”。
在反右运动和文化大革命期间，王力曾被当作右派與“资产阶级学术权威”批判。
北京大学中文系设有“王力文库”收藏王力的14架藏书，供语言学专业教师参阅。
为了促进中国语言学科的发展，王力生前捐献出其《王力文集》全部稿费人民幣十万余元，设立了北京大学王力语言学奖金。

## 家庭

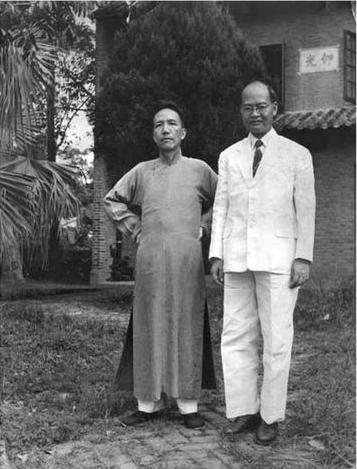
1947年王力与陈寅恪在岭南大学陈家门前

王家书香门第：父亲王炳如為晚清秀才；曾祖父王文田，清朝贡生，客家人（註：博白縣兼通客家話、粵語）。
原配夫人秦祖瑛，其兒女的最后一个字和王力的三侄王缉民合成“和平民国”
- 王缉和（男，筆名秦似，1917-1986，作家、廣西政协副主席）
- 王缉平（男，1920-1991，广西医科大学附属医院神经内科首任主任、教授）
- 王缉国（女，1925-1998，广西日报社女编辑）

第二任夫人夏蔚霞（蘇州人，1913年8月15日出生于江苏省苏州市——于2003年10月7日在北京去世），有5个儿女：
- 王缉志（男，1941年-，1957-63年北京大學數學力學系，中關村四通集團IT創業家）
- 王缉惠（女，1943-1991，清華大學畢業，四通集團，因骨癌壯年早逝）[10]
- 王缉慈（女，1946年2月—，1963-1968年北京大學地理學畢業，文革老三屆，恢復高考的回炉生，北京大学城市与环境学院教授[11][12]）
- 王缉思（男，1948年11月-，1978年恢復高考考入北京大學，今北京大學国际政治系教授）[13]
- 王缉宪（男，1954-，因文革沒受良好初中教育，1978年考入中國人民大學計劃統計系生產布局專業，今香港大學地理系副教授。[7][14][15]

## 主要作品

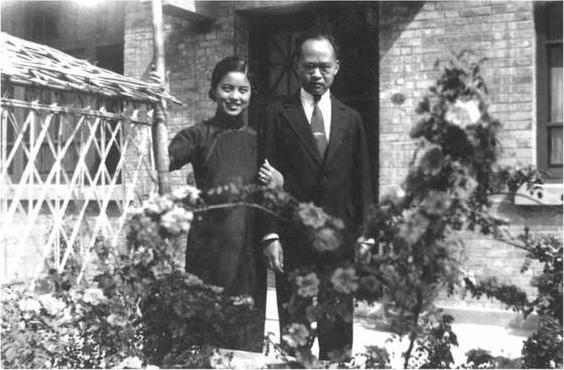
1936年王力教授与夫人夏蔚霞在家门前

- 《汉语音韵学》
- 《汉语史稿》
- 《汉语诗律学》
- 《同源字典》
- 《诗词格律》
- 《诗律餘論》
- 《古代汉语》（主编）
- 《王力古汉语字典》（主编）
- 《古汉语常用字字典》（主编）
- 《简明古代汉语字典》（主编）
- 《龍蟲並雕齋文集》
- 《龍蟲並雕齋文集續編》
- 《龍蟲並雕齋詩集》
- 《龍蟲並雕齋瑣語》
- 《詩詞格律概要》
- 《中國古代文化常識》
- 《中国语言學史》
- 《中國現代語法》
- 《中國語法理論》
- 《中國古文法》
- 《中國音韻學》
- 《楚辭韻讀》
- 《詩經韻讀》
- 《詞類》

王力的论著汇编成《王力文集》。

## 方言研究

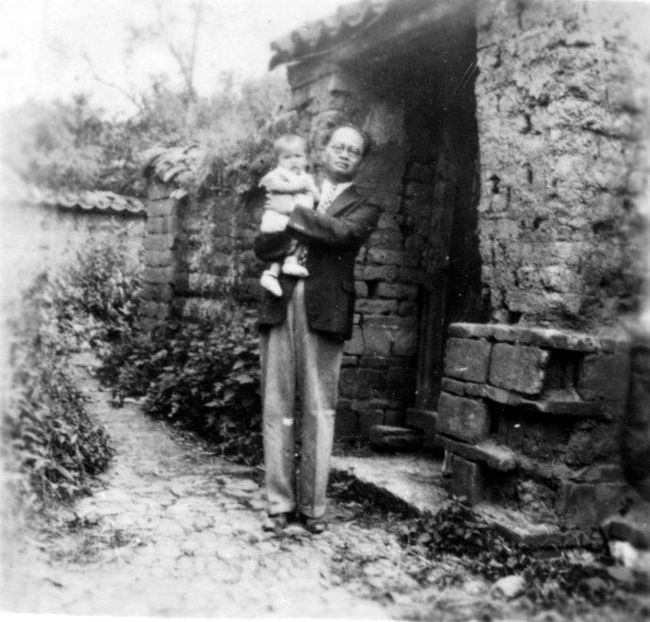
西南聯大時期，王力在昆明龍頭村的房子前抱着王緝志

王力也在漢語方言上用力頗多 ，他既著有對具體方言的調查研究 ，也結合音韻學研究，以及推廣普通話的實際需要，拓寬了漢語方言調查研究的領域 。
在具体方言的研究上，王力研究廣西博白方言，即他的母語。王力於1931年在法國著成《博白方音實驗錄》，詳細描述了廣西博白方言的音系。後續研究也與王力先生的結論一一符合。與錢淞生教授聯合著作的三篇調查報告，《東莞方音》、《珠江三角洲方音總論》、《台山方音》。三篇報告，除了因爲方言的自然演變，發音人之間的不同，處理方法的差異外，與稍後的研究相差很小，並且，他準確地描繪出了這三種方言的主要特點。

## 评价
王力先生是中国当代杰出的语言学家和中国现代语言学的奠基人之一。
他综合了古代语言研究成果和西欧语音学，兼识八国语言。在继承中国两千多年语言学优良传统的基础上吸收现代语言学的理论和方法，为建立中国现代语言学的科学体系做出了很大的贡献。他是第一个以西方诗律学为参照系、用技术定量分析手段总结现代汉语诗歌写作的人，他为中国现代汉语诗歌的写作提供了比较宽泛的基本范式。
王力先生一生从事汉语教学与研究工作，深入广泛研究汉语语音、语法、训诂、文字、词汇的历史和现状，在音韵学方面成就最大。在将近六十年的学术生涯中写了千多万字的学术论著，其中专著四十多种，论文近二百篇。不少著作译为美、英、法、日、俄等多国文字，列为研究生必读之书和汉语基础课教科书。 
王力先生的学术成就使他成为继王国维、赵元任之后，和罗常培同期著名汉语语言学家。

## 纪念
北京大学保留燕南园60号王力旧居，现已改为北大工学院办公室。王力和胡适、朱光潜、周培源、冯友兰等人合列“北大名家名师”，是北大人所自豪的学者。
王力的故乡广西玉林市在本市文化广场建立王力纪念雕塑。（博白在玉林市辖区内）博白修缮王力故居，建立博白王力中学。希望王力的治学精神再次在故乡展现光芒。